# Andrzej Wanat

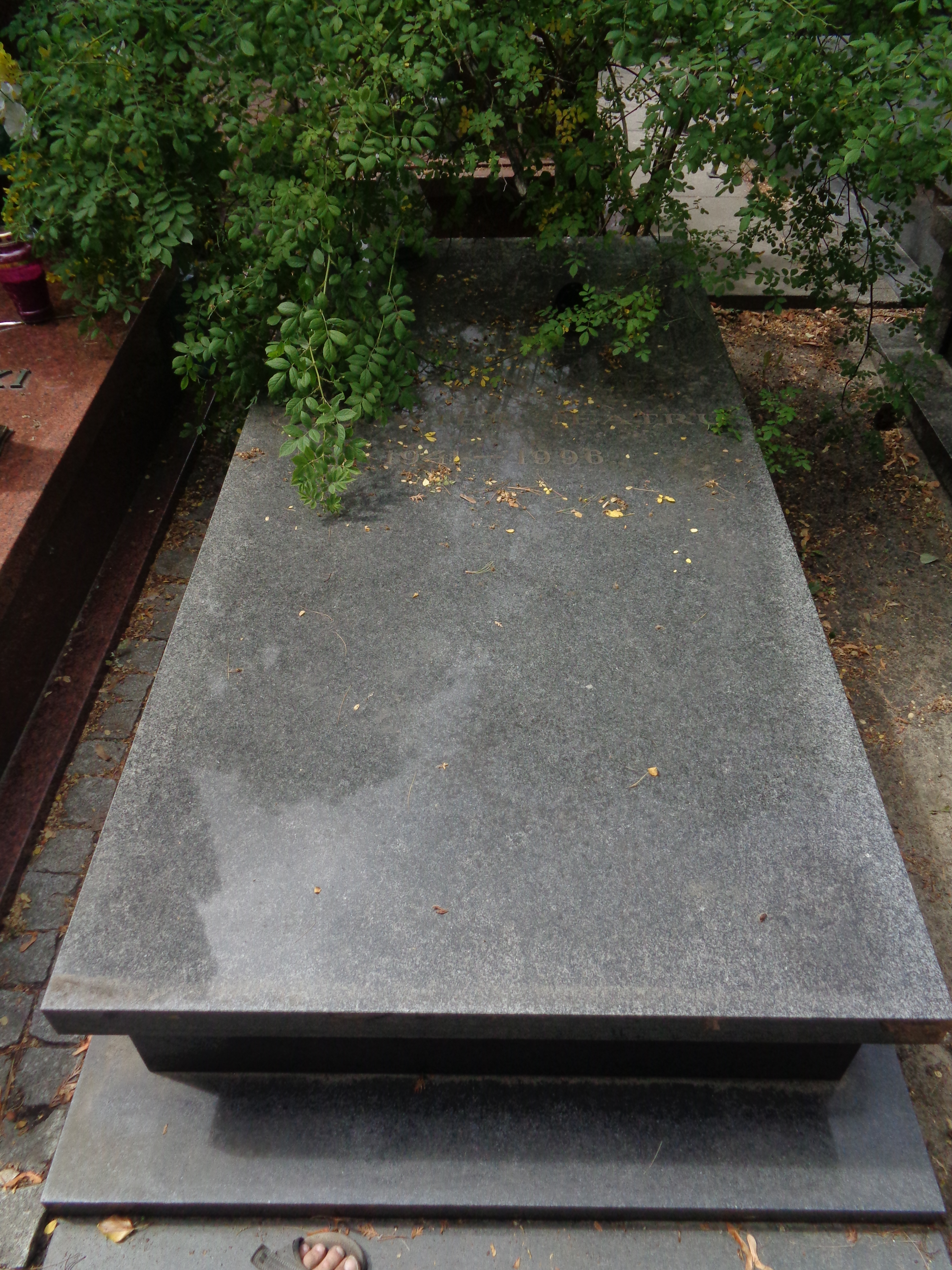
Grób Andrzeja Wanata na Cmentarzu Wojskowym na Powązkach

Andrzej Wanat (ur. 5 czerwca 1941 w Kaliszu, zm. 20 lipca 1996 w Warszawie) – polski krytyk teatralny, pedagog teatralny, reżyser, dramaturg.

## Życiorys
W 1958 złożył egzamin dojrzałości w I Liceum Ogólnokształcącym im. Adama Asnyka w Kaliszu. W 1964 ukończył studia w zakresie filologii polskiej na Uniwersytecie im. Adama Mickiewicza w Poznaniu, został asystentem na uczelni. W 1969 roku został kierownikiem literackim w Teatrze Polskim w Poznaniu, w 1971 roku zadebiutował jako reżyser sztuką Pavla Landovsky'ego Pokój na godziny.
W latach 1974–1977 był dyrektorem Teatru im. Wojciecha Bogusławskiego w Kaliszu. Od 1977 reżyserował w Teatrze Nowym w Łodzi pod dyrekcją Kazimierza Dejmka.
Od 1983 zaczął pisać recenzje teatralne w miesięczniku „Teatr”, najpierw jako zastępca redaktora naczelnego, od 1990 jako redaktor naczelny. Od połowy lat osiemdziesiątych wykładał na warszawskiej PWST na Wydziale Wiedzy o Teatrze, był prodziekanem wydziału.
W 1997 Errata Oficyna Wydawnicza wydała zbiór jego recenzji teatralnych Pochwała teatru.

Pochowany na Cmentarzu Powązki Wojskowe w Warszawie (kw. 3A, rząd 1, grób 15).